# Навроцкий, Григорий Мануилович
Навроцкий Григорий Мануилович (22.03.1902, Нижний Рогачик — 22.03.1971, Одесса) — украинец; контр-адмирал (11.05.1949).

## Биография
На флоте с 1924. Краснофлотец Учебного отряда МСЧМ (Морских Сил Чёрного моря) (г. Севастополь) (10.1924-10.1926).
Октябрь 1926- май 1930 — Окончил Военно-морское училище им. М. В. Фрунзе.
Май 1930- июль 1933 — Командир катера, звена торпедных катеров МСЧМ.
Член компартии с 1931 года.
Командир 2-го дивизиона 2-й морской бригады (7.1933-4.1935), дивизиона 3-й морской бригады (4.1935-9.1936), 3-го дивизиона (9.1936-10.1937), 7-го отдельного дивизиона Сучанского укрепрайона (10.1937-9.1938), 2-й и 3-й бригад торпедных катеров, начальник штаба Сучанского укрепрайона (9.1938-4.1940) Тихоокеанского флота. Командир Де-Кастринской Военно-Морской базы Северной Тихоокеанской военной флотилии (4.1940-4.1945), начальник штаба ВМОР (Владивостокского морского оборонительного района) (4.1945-2.1947) Тихоокеанского флота. Участник Советско-японской войны. Из боевой характеристики (1945):
```
«Волевой, энергичный, требовательный начальник штаба... Обладает высокими организаторскими способностями, за короткий срок времени сумел сколотить штаб ВМОР, как орган боевого управления, который со своими функциями в период военных действий справился... Много уделяет внимания обработке взаимодействия частей и обработке оперативной и боевой документации».
```

Командир ОВР (охраны водного района) 5-го ВМФ (2-11.1947).
Окончил Академические курсы офицерского состава при Военно-морской академии им. К. Е. Ворошилова (11.1947-10.1948).
Командир ОВРа главной базы флота (10.1948-1.1950), начальник штаба бригады крейсеров (1-3.1950), заместитель начальника штаба, он же начальник ОБП (отдела боевой подготовки) штаба флота (3—12.1950) ЧФ. Из аттестации (1949):
```
«Под руководством тов. Навроцкого ОВР успешно справился со всеми возложенными на него задачами. Боевая подготовка организована правильно и проводится целеустремленно, план БП ОВРом в 1949 году выполнен на 100% с общей положительной оценкой... Дивизион катеров и ОВР подготовлены к решению основных задач по поддержанию оперативного режима в районе ГБ в простых условиях... Имеет 7-летний опыт командования военно-морской базой 2 разряда и ОВРом ГБ. Опыта Отечественной войны не имеет, но его изучает и использует по подготовке соединения. Черноморский театр изучил удовлетворительно. Хороший моряк. Часто ходит на кораблях в море. Проявляет большую заботу о подчиненных. Учить и воспитывать может».
```

С 11 мая 1949 года контр-адмирал.
Начальник Саратовского Военно-Морского Подготовительного училища (12.1950-8.1951), Военно-Морского училища механиков флота в г. Одессе (8.1951-4.1953).
С апреля 1953 в отставке по болезни.
Умер 22 марта 1971 года в Одессе, похоронен на Втором Христианском кладбище Одессы.

## Награды
Награждён орденом Ленина (1950), двумя орденами Красного Знамени (1944, 1954), двумя орденами Отечественной войны I степени (1945, 1947), орденом Красной Звезды (1943), медалями.

## Семья
- Сын: Навроцкий Вадим Григорьевич (род. 1930), офицер ВМФ.
- Дочь: Навроцкая Алла Григорьевна (род. 1943), учитель музыки, преподаватель английского языка.